# Stay (I Missed You)
Stay (I Missed You) is een nummer van de Amerikaanse zangeres Lisa Loeb uit 1994. Het is de eerste single van hun derde studioalbum Tails. Tevens staat het op de soundtrack van de film Reality Bites.
"Stay (I Missed You)" werd oorspronkelijk bedoeld voor Daryl Hall, maar uiteindelijk besloot Loeb het nummer voor zichzelf te houden. De plaat is een ballad die gaat over een relatie die recentelijk op de klippen is gelopen, maar de ik-figuur heeft nu spijt dat dat is gebeurd. Het nummer werd een groot succes in de Verenigde Staten, waar het de nummer 1-positie behaalde. De Nederlandse Top 40 noch de Tipparade werd gehaald, wel bereikte de plaat een 32e positie in de Nederlandse Single Top 100..